# 濁悪催眠180秒 〜目が覚めたら非処女になっていた〜
『濁悪催眠180秒 〜目が覚めたら非処女になっていた〜』（じょくあくさいみんひゃくはちじゅうびょう めがさめたらひしょじょになっていた）は、日本のアダルトゲームブランド・黒鳥が2012年2月24日に発売した18禁アドベンチャーゲーム。

## ゲーム内容
有限会社アセンドアイのフルプライスブランド・黒鳥の第3作。姉妹ブランドでは過去にスワンマニア『 誘ってオトして催淫術!』とスワンアイ『孕ら☆みん!!』で催眠術を題材にしているが、本作ではそれらの過去作と対照的に主人公がいわゆるキモオタとして周囲から忌避されている点を始め、陰鬱な世界観で構築されている。

## ストーリー
姫星学園に通う下田輝彦は肥満体にいちいち気に障る言動が特徴の典型的な「キモオタ」として周囲から忌避されていた。その日も同じクラスの女子からパシリを命じられるなど理不尽な扱いに憤って下校する途中、ふと立ち寄った古書店で1冊の怪しげな本が目に留まる。翌日、その本に書かれた催眠術をクラスの女子相手に試して効果を目の当たりにした輝彦は早速、その能力を使って自分を蔑む女子への復讐に乗り出すことにする。

## 登場人物
下田 輝彦（しもだ てるひこ）
主人公。容姿も言動も相手に不快感を与える典型的な「キモオタ」として蔑まれているが偶然、古書店で手に入れた「3分催眠術」を武器に自分を蔑む女子を3分間だけ自由に操り、復讐を試みる。
雨渡 遥菜（あまつ はるな）
身長159cm。スリーサイズB 90 / W 54 / H 86。
姫星学園の学生会長。教師からの評判は良いが本性は根っからのサディスト。
姫星 伊織（ひめぼし いおり）
身長156cm。スリーサイズB 87 / W 52 / H 83。
理事長の娘。学園内では教師を含めて誰も逆らえる者はおらず、輝彦に対しては常に尊大に接して来る。
長谷川 杏（はせがわ あんず）
身長155cm。スリーサイズB 85 / W 50 / H 80。
スポーツ万能で、複数の部活動を掛け持ちしているが自身の運動能力を鼻にかけている。輝彦をパシリ扱いしている。
楠 神楽（くすのき かぐら）
身長158cm。スリーサイズB 89 / W 53 / H 84。
クラス委員長。茶道部に所属しており、普段は物静かだがかなりの毒舌家。
一条 由紀恵（いちじょう ゆきえ）
身長163cm。スリーサイズB 95 / W 56 / H 89。
クラス担任。男子を性的に挑発してリアクションを楽しむ癖がある。

## スタッフ
- シナリオ - 月待兎[3]
- 原画 - 鬼MAYUGE[3]